# تورال جلیل‌اف
تورال جلیل‌اف (ترکی آذربایجانی: Tural Cəlilov؛ زادهٔ ۲۸ نوامبر ۱۹۸۶) بازیکن فوتبال اهل جمهوری آذربایجان است.
از باشگاه‌هایی که در آن بازی کرده‌است می‌توان به باشگاه فوتبال خزر لنکران، باشگاه فوتبال سیمرغ زاقاتالا، و باشگاه فوتبال روان باکو اشاره کرد.
وی همچنین در تیم ملی فوتبال جمهوری آذربایجان بازی کرده‌است.